# Landeskriminalamt Niedersachsen

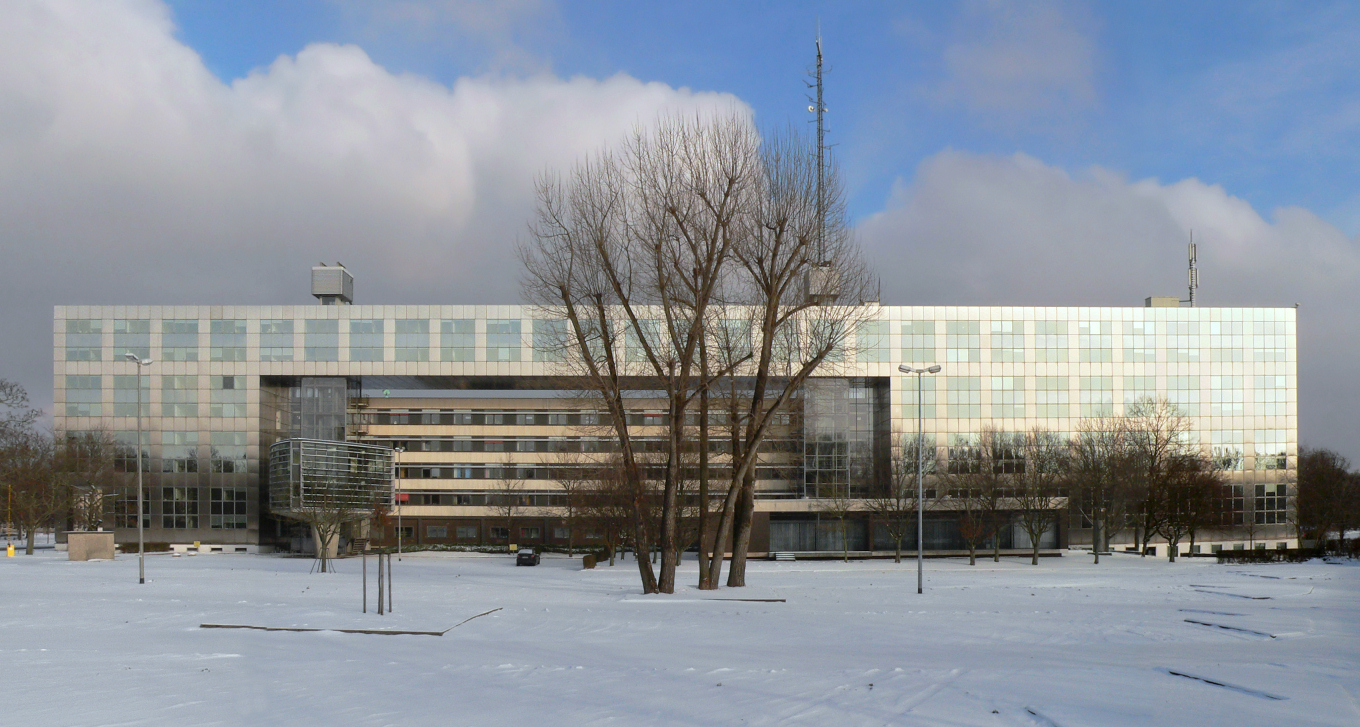
Hauptsitz des Landeskriminalamtes Niedersachsen im Behördenhaus Hannover

Das Landeskriminalamt Niedersachsen (LKA NI) ist eine Polizeibehörde und eine Landesoberbehörde des Landes Niedersachsen mit Sitz in der Landeshauptstadt Hannover. Sie ist in kriminalpolizeilichen Angelegenheiten die Zentralstelle der Landespolizei. Die Behörde verfügt über ein ständig besetztes Lage- und Führungszentrum. Als Servicedienststelle für die niedersächsische Polizei unterstützt das Amt andere Polizeibehörden mit Spezialisten und Technik. Das LKA NI stellt das Bindeglied zu den anderen Landeskriminalämtern und zum Bundeskriminalamt dar. In besonderen Fällen sowie bei überregionalen Straftaten wird es auch strafverfolgend tätig und führt eigene Ermittlungen durch.
Das LKA NI ist dem Niedersächsischen Ministerium für Inneres, Sport und Digitalisierung nachgeordnet und hat rund 1.300 Mitarbeiter. Die Abteilungen der Behörden sind auf acht Standorte in Hannover verteilt mit dem Hauptsitz im Behördenhaus Hannover, dem früheren Dienstgebäude der Bezirksregierung Hannover, am Waterlooplatz.

## Geschichte

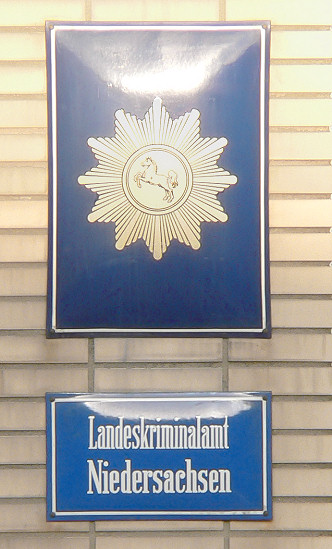
Amtsschild an einem Dienstgebäude des Landeskriminalamtes Niedersachsen

### Entstehung
Vorläuferorganisation des heutigen Landeskriminalamtes war das „Regional Records Bureau“. Die britische Militärregierung richtete es innerhalb ihrer Besatzungszone am 1. Januar 1946 in Hannover ein und unterstellte es dem Kriminalpolizeiamt für die Britische Zone in Hamburg. Die deutsche Bezeichnung der Polizeibehörde lautete Kriminalpolizeizentrale für die Region Hannover. Das Zuständigkeitsgebiet waren die ehemaligen Länder Oldenburg, Braunschweig, Schaumburg-Lippe und die preußische Provinz Hannover, aus denen am 1. November 1946 das Land Niedersachsen hervorging. 
Als die Polizeigewalt von der britischen Militärregierung 1947 an deutsche Stellen übergeben wurde, nannte sich die Polizeibehörde zunächst Kriminalamt Land Niedersachsen und kurze Zeit später Landeskriminalpolizeiamt Niedersachsen (LKPA Nds.). Seine gesetzliche Grundlage erhielt das LKPA Nds. mit der Verabschiedung des Bundeskriminalamtgesetzes 1951, das die Länder verpflichtete, zentrale Dienststellen der Kriminalpolizei zu unterhalten. 1951 erklärte das Niedersächsische Innenministerium die Behörde in einem Erlass gegenüber anderen Polizeibehörden in Niedersachsen als weisungsbefugt. Gleichzeitig erhielt das Landeskriminalpolizeiamt als Landeszentralbehörde für die Verbrechensbekämpfung weitere Aufgaben hinzu. Die Kriminalpolizeieinrichtung mit Zentralstellenfunktion hatte von Anfang an ihren Sitz in Hannover und verfügte zunächst über 43 Mitarbeiter. Ihre Aufgaben waren:
- Nachrichtensammelstelle
- Kriminalaktenhaltung
- Erkennungsdienst
- Kriminaltechnische Untersuchungsstelle

Auch in anderen Teilen der britischen Besatzungszone im heutigen Schleswig-Holstein und Nordrhein-Westfalen entstanden nach dem Zweiten Weltkrieg „Regional Records Bureaus“ (Landeskriminalpolizeistellen). Sie unterstanden dem Kriminalpolizeiamt für die Britische Zone in Hamburg, dem Zonal Bureau. Die Notwendigkeit dieser Polizeieinrichtungen ergab sich aus den chaotischen Nachkriegsverhältnissen mit umherziehenden Banden und Straftätern, oft Displaced Persons aus osteuropäischen Ländern.

### Namensänderungen
- Am 1. Januar 1946 wurde das „Kriminalpolizeiamt für die Region Hannover“ gegründet
- Ab 1947 hieß die Behörde zunächst „Kriminalamt Land Niedersachsen“ und dann rund 34 Jahre lang „Landeskriminalpolizeiamt Niedersachsen“ (LKPA Nds.)
- Seit 1981 trägt die Behörde den Namen „Landeskriminalamt Niedersachsen“ (LKA NI)

### Dienstgebäude

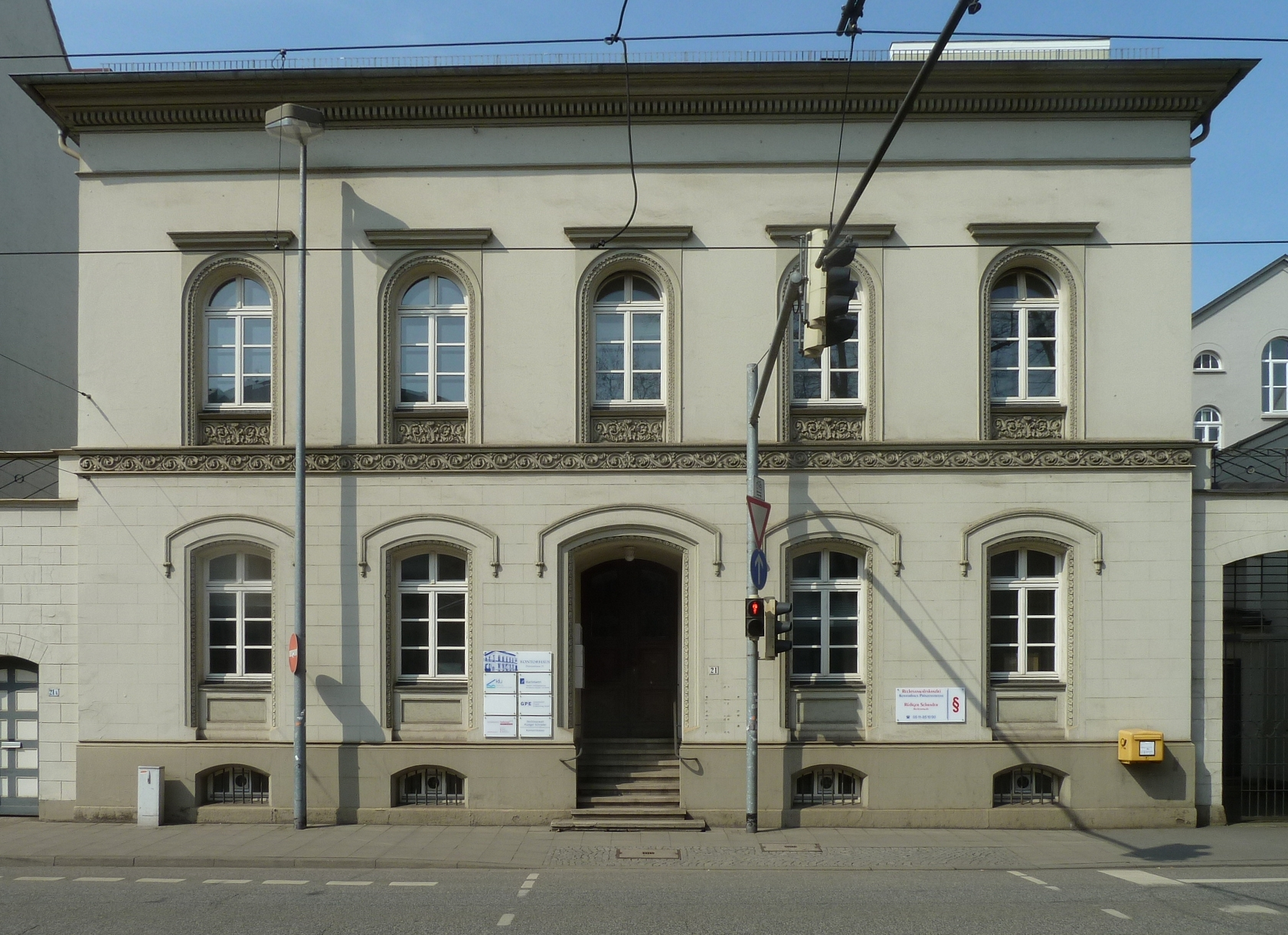
Sitz von 1946 bis 1954 in der Prinzenstraße 21

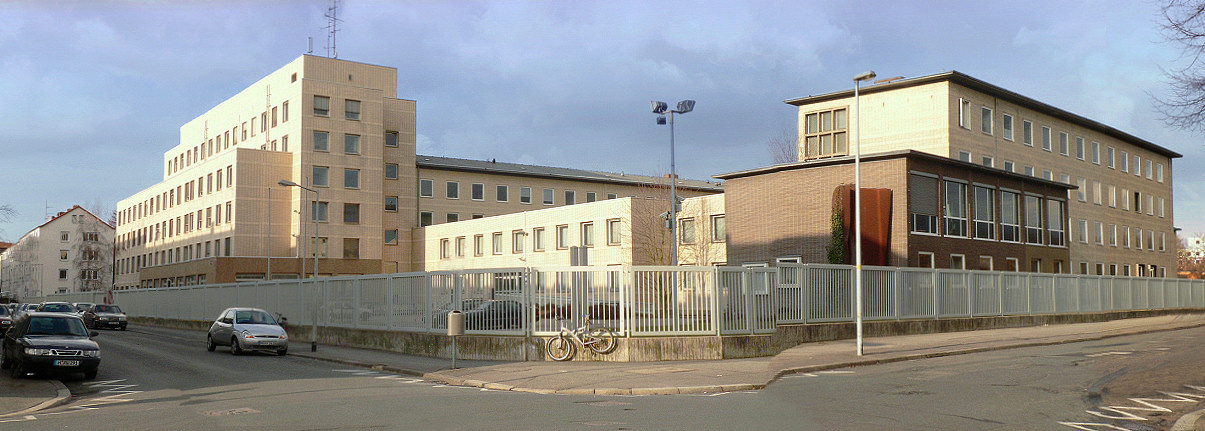
Früherer Hauptsitz am Welfenplatz ab 1954

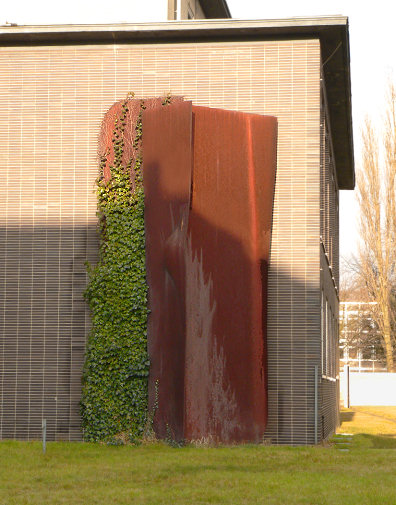
Skulptur Der Schild

Die 1946 von der britischen Militärregierung eingerichtete Behörde mit 32 Beschäftigten hatte anfangs ihren Sitz in dem Stadthaus Prinzenstraße 21 nahe dem Aegidientorplatz in Hannover. Innerhalb weniger Jahre verdoppelte sich die Mitarbeiterzahl auf 64. Daher entstand 1953 auf einem Grundstück am Welfenplatzes ein Neubau, der 1954 bezogen wurde. Dies war seit dem Zweiten Weltkrieg ein Trümmergelände, auf dem eine der früheren Militärkasernen (Artilleriekaserne IV von 1857) des Welfenplatzes stand. Sie fiel einem Luftangriff auf Hannover bei Kriegsende zum Opfer. Auf diese Weise wandelte sich das frühere Militärviertel Welfenplatz mit seinen teilweise zerstörten Kasernen zu einem Standort für Polizeieinrichtungen in Hannover. In den 1960er Jahren mit der ständigen Zunahme an Aufgaben und inzwischen rund 200 Mitarbeitern wurden die Räumlichkeiten im LKPA Nds. zunehmend eng. 1965 erfolgte der erste Erweiterungsbau, 1981 ein weiterer. Das Dienstgebäude der Behörde entwickelte sich zu einem viereckigen Gebäudekomplex mit geschlossenem Innenhof. Heute (2014) sind die rund 1.100 Mitarbeiter der Behörde auf acht Standorte im Stadtgebiet verteilt. Die Behördenleitung hat ihren Sitz im „Behördenhaus“, dem früheren Dienstgebäude der Bezirksregierung Hannover, am Waterlooplatz. Die weiteren Standorte befinden sich in der Schützenstraße am Welfenplatz als ehemaligem Hauptsitz sowie im benachbarten Elisabeth-Granier-Hof, in der Büttnerstraße, der Marienstraße und in Langenhagen in der Ostpassage. Zwei weitere Standorte sind geheim wegen der Unterbringung von verdeckten Ermittlern.
Kunst am Bau
Seit 1989 ziert eine Skulptur aus zwei 6 Meter hohen Cor-Ten-Stahlplatten das Dienstgebäude am Welfenplatz als Kunst am Bau. Die absichtlich nicht beschichteten Platten oxidierten im Laufe der Zeit und wurden rot-braun. Das Kunstwerk trägt den Namen „Schild“ und wurde vom Eisen-Bildhauer Hannes Meinhard aus Benthe geschaffen. Laut dem Künstler vermittelt sein Werk „Kraft, Schutz und Geborgenheit“.

### Ein-Standort-Lösung
Die Niedersächsische Landesregierung beschloss nach einer 10 Jahre anhaltenden Diskussion im März 2009 den Bau eines neuen Dienstgebäudes für das Landeskriminalamt, das alle 985 Mitarbeiter aufnehmen kann. Der Bau sollte moderne Technik ermöglichen und die bisherige Zersplitterung der Dienststelle im gesamten Stadtgebiet beenden. Das Bauprojekt mit einem Volumen von etwa 100 Millionen Euro sollte von einem Investor in Public Private Partnership errichtet werden. Als Standort war ein Grundstück nahe dem Messegelände am Kronsberg im Gespräch.

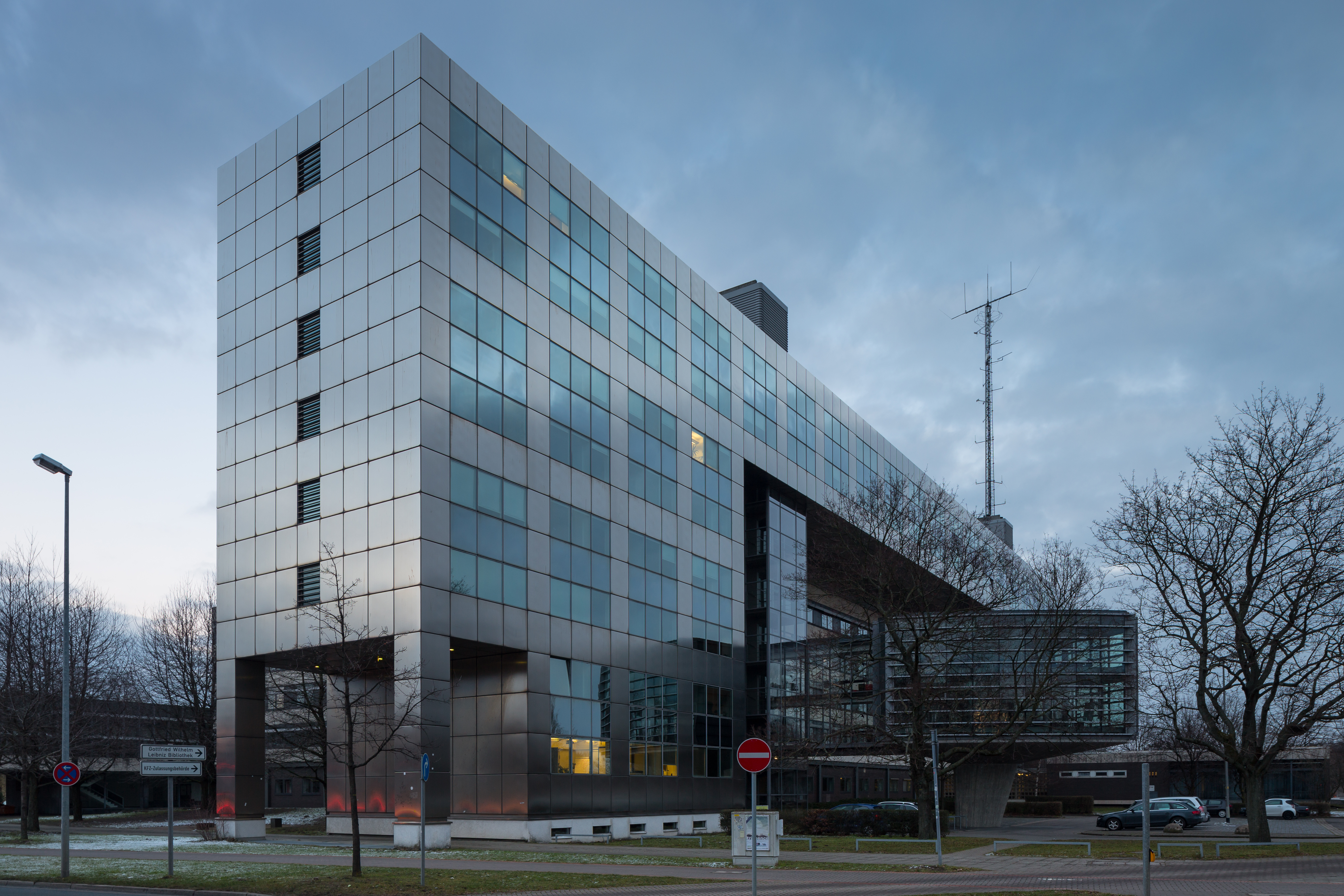
Dienstgebäude am Waterlooplatz, die künftige Ein-Standort-Lösung

Bei einer Haushaltsklausur im August 2010 beschloss die Landesregierung wegen der angespannten Haushaltslage den Neubau nicht zu realisieren. Weiterhin wird eine „Ein-Standort-Lösung“ favorisiert, die am bisherigen Standort am Waterlooplatz realisiert werden soll. Dazu soll dort für das Kriminaltechnische Institut ein Neubau entstehen. Für die Sanierung des derzeit genutzten Gebäudes am Waterlooplatz und den dortigen Neubau des Kriminaltechnischen Instituts sind 155 Mill. Euro vorgesehen. Der für 2019 geplante Spatenstich erfolgte erst 2023. Die Fertigstellung ist im Jahr 2027 vorgesehen.

### LKA-Direktoren
| Direktor             | Amtszeit  |
| -------------------- | --------- |
| Alfred Hager         | 1946–1947 |
| Friedrich Peter      | 1948–1950 |
| Wilhelm Gansweidt    | 1950–1953 |
| Georg Schulz         | 1953–1970 |
| Hans-Heinrich Huelke | 1970–1974 |
| Waldemar Burghard    | 1974–1983 |
| Paul Berke-Müller    | 1983–1984 |
| Wilfried Kusber      | 1984–2000 |
| Rüdiger Butte        | 2001–2005 |
| Uwe Kolmey           | 2005–2018 |
| Friedo de Vries      | 2018–2025 |
| Thorsten Massinger   | seit 2025 |

## Aufgaben
- Zentralstelle der Kriminalpolizei in Niedersachsen für:
  - Informationssammlung und -auswertung
  - Nationale Zusammenarbeit mit dem Bundeskriminalamt und den Landeskriminalämtern
  - Internationale Zusammenarbeit mit Europol, Rechtshilfeverkehr
  - Kriminalwissenschaftliche und -technische Untersuchungen
  - Kriminalprävention und Beratung
  - Personenschutz
  - Polizeiliche Kriminalstatistik
  - Prävention und Jugendsachen

- Zentralstelle der Kriminalpolizei in Niedersachsen für und Ermittlungen bei:
  - Spionage/Landesverrat
  - NS-Verbrechen
  - Proliferation

- Ermittlungen in besonderen oder überregionalen Fällen von:
  - Rauschgift-, Wirtschafts-, Umwelt-, Computer-, Falschgeld-, politisch motivierter und organisierter Kriminalität
  - Korruption
  - Geldwäsche
  - Menschenhandel

- Unterstützungstätigkeiten für andere Polizeibehörden in Niedersachsen durch:
  - Spezialeinheiten Mobiles Einsatzkommando (MEK) und Spezialeinsatzkommando (SEK) mit Präzisionsschützenkommando (PSK)[8]
  - Entschärfung von USBV-Vorrichtungen
  - Untersuchung von Brand- und Explosionsursachen
  - Beratung in Fällen schwerster Gewaltkriminalität
  - Untersuchungen von Datenverarbeitungsanlagen

## Organisation

### Struktur
Das LKA NI ist seit der Strategischen Organisationsanpassung vom 19. November 2021 neben dem Stab der Behördenleitung in sechs Abteilungen mit 25 Dezernaten gegliedert. Darunter unterteilt es sich weiter in Sachgebiete und Fachgruppen.
- Stab der Behördenleitung mit:
  - Präsident, Vizepräsident
  - Zentrale Aufgaben, Personal, Forschung, Prävention, Jugend
  - Personalrat, Beauftragte, Presse- und Öffentlichkeitsarbeit

- Abteilung 1 – Recht, Verwaltung, Führungs- und Einsatzmittel
- Abteilung 2 – Einsatz- und Ermittlungsunterstützung
- Abteilung 3 – Analyse und Ermittlungen
- Abteilung 4 – Polizeilicher Staatsschutz
- Abteilung 5 – Kriminaltechnisches Institut (KTI)
- Abteilung 6 – Digitales Service- und Kompetenzzentrum

### Besondere Organisationseinheiten und Zentralstellen

#### Lagezentrum
Das LKA NI verfügt über ein rund um die Uhr besetztes Lage- und Informationszentrum (LIZ), ähnlich den Kriminaldauerdiensten anderer Polizeidienststellen. Das Lagezentrum ist landesweit für die Aufnahme, Bewertung und Steuerung polizeilicher Informationen zuständig. Von dort werden überregionale Fahndungen, so genannte Landesalarmfahndungen, und Öffentlichkeitsfahndungen koordiniert.

#### Kriminaltechnisches Institut (KTI)
Die Abteilung 5 hat sich mit der Behörden-Neuorganisierung des LKA NI am 1. Januar 2006 in das „Kriminaltechnische Institut“ (KTI) umgewandelt. Diese Einrichtung der Kriminaltechnik und -wissenschaft fertigt für Strafverfahren wissenschaftlich fundierte Gutachten an. In diesem Rahmen wirken die Mitarbeiter auch als Gerichtssachverständige in Strafprozessen mit. Bei Anforderung durch örtliche Dienststellen sichern sie bereits am Tatort Spurenmaterial, wie DNA-Material, Mikrospuren wie Textilfasern, Brand- und Explosionsspuren, Kraftfahrzeuguntersuchungen bei Verkehrsunfällen. Das KTI erreichen jährlich rund 40.000 Untersuchungsanträge. Das Aufgabenfeld umfasst unter anderem die Bereiche:
- Daktyloskopie zur Identifizierung von Tatort-Fingerabdrücken mit Hilfe des Dateisystems „Automatisiertes Fingerabdruck-Identifizierungssystem“ (AFIS), bundesweit Bestand von 25 Millionen
- Schusswaffen(vergleichs)-, Schmauchspuren- und ballistische Untersuchungen an Waffen und Geschossen zur Identifizierung von Tatwaffen, Bestimmung von Schussrichtungen, beispielsweise bei Verbrechen oder Jagdunfällen
- Hand- und Maschinenschriftenuntersuchungen bei Urkunden, Ausweisen und Dokumenten zum Erkennen von Fälschungen, Identifizierung von Druckerzeugnissen
- Schuh- und Reifenprofiluntersuchungen, zum Beispiel zur Feststellung von Marke und Modell (Mustersammlungsvergleich) und Durchführung von Tatortspurenvergleichen sowie vergleichenden Untersuchungen von möglichen Spurenverursachern (Schuhe, Reifen) mit bestimmten Tatortspuren zur Feststellung von individuellen Gleichheiten mit dem Ziel der Identifizierung
- Materialuntersuchungen, wie Spuren bei Einbrüchen oder Unfallflucht
- IT-Forensik bei Computeranlagen, Datenträgern, Internetdarstellungen
- Bildtechnik zur Untersuchung von Videoaufzeichnungen (beispielsweise Bankraub), Kriminalfotografie und zentrales Polizei-Fotolabor in Niedersachsen für Beweissicherungsfotos
- Biologische und textile Spuren, zum Beispiel Textilfaserübertragungen, Boden- und Vegetationsuntersuchungen
- Untersuchung von serologischen und toxikologischen und DNA-Spuren (siehe nächster Absatz)
- Entschärfung von Brand- und Sprengsätzen (siehe Absatz Entschärfer)

DNA-Analyse (zum KTI gehörig)
Seit 1990 werden im LKA NI DNA-Analysen zur Überführung von Straftätern vorgenommen. In der Organisationseinheit „Forensische Molekulargenetik“ untersuchen Wissenschaftler und Laborkräfte Spurenmaterial auf ihren genetischen Fingerabdruck hin, das sog. Fingerprinting. Mitte 2005 hatte das LKA NI rund 30.000 DNA-Muster von Personen in die bundesweite Gen-Datenbank des BKA eingegeben. Mit etwa 1.800 Treffern nahm das LKA Niedersachsen bundesweit einen Spitzenplatz ein. Auf diese Weise konnten einige, zum Teil viele Jahre zurückliegende, Tötungsdelikte und weit mehr Diebstahls-, Raub- und Sexualstraftaten geklärt werden.
Anlass zur Einführung der bundesweiten Gen-Datenbank war 1998 auch der Mord an einem jungen Mädchen im Raum Cloppenburg in Niedersachsen. In der Mordsache Nelly fand seinerzeit der erste Gen-Massentest der Bundesrepublik mit ca. 18.000 Speichelproben statt. 2003 wurden auf Initiative des niedersächsischen Innenministers die DNA-Untersuchungskapazitäten des LKA NI erheblich ausgeweitet, die aber in Anbetracht eines hohen Spurenaufkommens noch nicht ausreichend sind.
Entschärfer (zum KTI gehörig)
Nach den ersten Anschlägen der linksterroristischen Vereinigung Rote Armee Fraktion (RAF) richtete das Landeskriminalamt 1972 eine Organisationseinheit zur Entschärfung von Brand- und Sprengsätzen ein. Ihre Mitarbeiter delaborieren seither unkonventionelle Spreng- und Brandvorrichtungen (USBV), im Gegensatz zu konventionellen, militärischen Vorrichtungen (wie Bomben, Minen). Das LKA-Entschärferteam ist von der Bundeswehr und der hier ehemals stationierten britischen Rheinarmee im Umgang mit Sprengsätzen ausgebildet worden. Als Hilfsmittel wird u. a. ein fernsteuerbarer Roboter (Fernlenkmanipulator) in Form eines Minibaggers eingesetzt. 1985, 1986 und 1996 kam es bei Entschärfungen zu Unfällen, bei denen Entschärfer zum Teil lebensgefährlich verletzt wurden.
Besondere Entschärfungen waren: (alle in Hannover)
- 1987 Delaborierung von Sprengsätzen in der Wohnung und im Pkw von zwei Polizistenmördern
- 1989 Delaborierung einer Autobombe der irischen Terrorvereinigung IRA, wobei zuvor ein britischer Soldat von einem Sprengsatz getötet wurde
- 1992 Durchsuchung des Sprengstofflagers des „Altstadt-Bombenlegers“

#### Zentralstelle Internetkriminalität
Am 1. August 2009 wurde im LKA NI eine „Zentralstelle Internetkriminalität“ eingerichtet, um der zunehmenden Bedeutung dieses Kriminalitätsfeldes gerecht zu werden.
Aufgabe ist die Eindämmung der Kriminalität im Internet durch Sachkunde und Spezialisierung auf Seiten der Strafverfolgungsbehörden. 20 Mitarbeiter betreiben dort für das Land Niedersachsen eine zentrale Auswertung und Analyse in diesem Kriminalitätsfeld. In herausragenden Einzelfällen wird auch ermittelt. Die Zentralstelle soll ebenso die Organisierte Kriminalität bekämpfen. Seit 2014 gehört das Landeskriminalamt Niedersachsen der Sicherheitskooperation Cybercrime (SiKo) neben fünf weiteren Landeskriminalämtern und dem Bundesverband Informationswirtschaft, Telekommunikation und neue Medien (Bitkom) an.

#### Polizeizeichner
Polizeidienststellen in Niedersachsen können den im LKA NI ansässigen Polizeizeichner anfordern. Anhand der Beschreibungen von Straftatenopfern oder Zeugen fertigt er Phantombilder. Die Bilder entstehen handgezeichnet oder computergestützt. Die Einführung des Polizeizeichners geht auf Straftaten eines „Liebespaar-Attentäters“ um 1968 im Raum Celle – Braunschweig – Gifhorn zurück. Erst durch ein Phantombild des Täters konnte eine Sonderkommission den Verdächtigen 1971 festnehmen. Seit 1994 verfügt das LKA NI über zwei Zeichner.

#### Facebook-Fahndung
Seit Mitte 2012 nutzt das LKA NI das soziale Netzwerk Facebook zur Öffentlichkeitsfahndung. Gepostet werden Fahndungs- und Zeugenaufrufe, Warnmeldungen sowie herausragende Delikte, die mit Hilfe der Bevölkerung aufgeklärt werden sollen. Die Nutzung von Facebook für polizeiliche Zwecke erfolgte 2011 landesweit erstmals durch die Polizeidirektion Hannover, die Anfang 2012 aus Datenschutzgründen zeitweise unterbrochen war. Später übertrug der niedersächsische Innenminister Uwe Schünemann die Aufgabe dem LKA NI zentral für die Polizei Niedersachsen, die die Behörde seit Mai 2012 wahrnimmt. Dabei liegen personenbezogene Daten auf der Webseite des LKA NI während zu Facebook lediglich eine Verlinkung besteht. Nach eineinhalbjähriger Nutzung von Facebook zog das Landeskriminalamt Niedersachsen Anfang 2014 eine positive Bilanz. In der Zeit sind 176 Aufrufe oder Informationen eingestellt worden, die zu zahlreichen Hinweisen geführt haben. Mittels Facebook ließen sich vor allem junge Menschen erreichen.

#### Weitere Organisationseinheiten
- Landesanalysezentrum (LAZ) für Kriminalitäts-Lagebilder und operative Fallanalyse
- Zielfahndung nach Schwerstverbrechern
- Kriminologische Forschungsstelle (KFST) mit praxisbezogener Forschung für wissenschaftliche Beratung

## Ausrüstung
Schießstand
Beim Neubau eines fünfstöckigen Gebäudekomplexes 1981 wurde in das LKA NI ein 20 m langer Schießstand integriert. In der Raumschießanlage trainieren Polizeibeamte (insbesondere aus dem Personenschutz) den Schusswaffeneinsatz. In der ursprünglichen Form wurde auf Zielscheiben und feste Ziele geschossen. Nach einem Umbau 2001 erlaubt die Anlage interaktives Schießen. Dabei werden (kombinierbare) Filme mit polizeilichen Alltagssituationen, wie die Überprüfung einer Person in einem Fahrzeug, vorgespielt, bei denen der Schütze den Schusswaffengebrauch oder -nichtgebrauch übt.

## LKA-Logo
Seit 2003 besitzt das LKA NI ein eigenes Logo. Es besteht aus dem rot unterstrichenen Schriftzug „LKA Niedersachsen“ neben einer Landkarte Niedersachsens. Das Logo entstand kostenneutral in einem Wettbewerb, an dem alle Behördenbeschäftigten und die Schüler von 200 niedersächsischen Gymnasien beteiligt waren. Gewinner wurde eine Schulklasse für Wirtschaftsinformatik einer Berufsbildenden Schule in Friesoythe. Der Preis war ein Einblick in die Dreharbeiten sowie das Mitspielen als Komparsen bei einer Tatort-Folge mit der LKA-Tatortkommissarin Charlotte Lindholm.
In dienstlichen Schriftstücken des Landeskriminalamtes wurde bis 1990 und wird seit 2003 wieder das von der Landesverwaltung benutzte Logo mit einem weißen Niedersachsenross im roten Kreis verwendet. Dazwischen wurde ein rotes „Strich-Punkt-Bogen“-Signet eines stilisierten Pferdekopf verwendet, das die damalige Landesregierung nach dem Regierungswechsel von 1990 für die Landesverwaltung eingeführt hatte.

## Das LKA alsTatort-Schauplatz
Seit 2002 löst die Tatort-Hauptkommissarin Charlotte Lindholm (Schauspielerin Maria Furtwängler) fiktive Mordfälle für das Landeskriminalamt Niedersachsen. In der Fernsehreihe Tatort des NDR ist sie laut Drehbuch die „Frau für spezielle Einsätze“. Hauptkommissarin Lindholm ermittelt in ganz Niedersachsen und dabei überwiegend auf dem Lande. Bisher gab es in nahezu allen Landesteilen Dreharbeiten. Absicht des NDR ist dabei offensichtlich, Land und Leute des Flächenlandes Niedersachsen den Zuschauern näher zu bringen. Dies ermöglicht ein dramaturgischer Kniff, nach dem die Hauptkommissarin beim Landeskriminalamt tätig ist. Filmaufnahmen an ihrem drehbuchbedingten Dienstsitz im LKA fanden nur einmal statt. Dagegen werden angebliche Diensträume gezeigt, die sich tatsächlich im Hochhaus Lister Tor oder im Glasfassadenbau des Hauptsitzes der Nord/LB am Aegidientorplatz befinden.